# کنتراها
کنتراها گروه‌های شورشی مختلف دست راستی و مورد حمایت آمریکا بودند که از سالیان ۱۹۷۹ تا ۱۹۹۰ علیه حکومت نظامی سوسیالیستی ساندینیستا موسوم به دولت بازسازی ملی در نیکاراگوئه فعال بودند. در بین گروه‌های مختلف گروه‌های جدایی طلب کنترا، نیروی دموکراتیک نیکاراگوئه (اف.دی. ان) به بزرگ‌ترین آن‌ها تبدیل شد. در ۱۹۸۷ تقریباً تمام سازمان‌های کنترا حداقل به‌طور اسمی در قالب «مقاومت نیکاراگوئه» متحد شدند.
در طول جنگ‌شان علیه دولت نیکاراگوئه، کنتراها حجم زیادی اقدامات ضد حقوق بشری انجام دادند و از روش‌های تروریستی استفاده کردند. آن‌ها این اقدامات را عمدتاً به‌طور سامانمند به عنوان یک استراتژی انجام می‌دادند. حامیان کنتراها تلاش کردند این تخطی‌ها را ناچیز بینگارند؛ به خصوص دولت ریگان در آمریکا که اقدام به تبلیغات سفید برای تغییر افکار عمومی به نفع کنتراها کرد در حالی که به‌طور مخفیانه کنتراها را تشویق می‌کرد تا به اهداف غیرنظامی حمله کنند.

## شکل‌گیری
پس از انقلاب ۱۹۷۹ نیکاراگوئه که به سرنگونی آناستاسیو سوموزا آخرین دیکتاتور خانواده سوموزا منجر شد سه گروه مجزا به مبارزه با دولت سر کار آمده ساندینیستا پرداختند:
- نگهبانان سابق گارد ملی نیکاراگوئه و نیروهای دست راستی که سابقاً در خدمت رژیم دیکتاتوری سوموزاها بودند.
- نیروهای انقلابی که بر علیه رژیم سوموزاها می‌جنگیدند اما احساس می‌کردند که از طرف ساندینیستا مورد خیانت واقع شده‌اند.
- طبقه متوسط و مرفه نیکاراگوئه که به‌طور مستقیم در انقلاب نقشی نداشتند ولی با دولت تازه تأسیس ساندینستا مخالف بودند.

با تلاش‌های آژانس اطلاعات مرکزی آمریکا و سرویس اطلاعات آرژانتین در سال ۱۹۸۱ این گروه‌ها و گروهای کوچکتر در نیروی دموکراتیک نیکاراگوئه با یکدیگر متحد شدند.